# Столетняя лампа

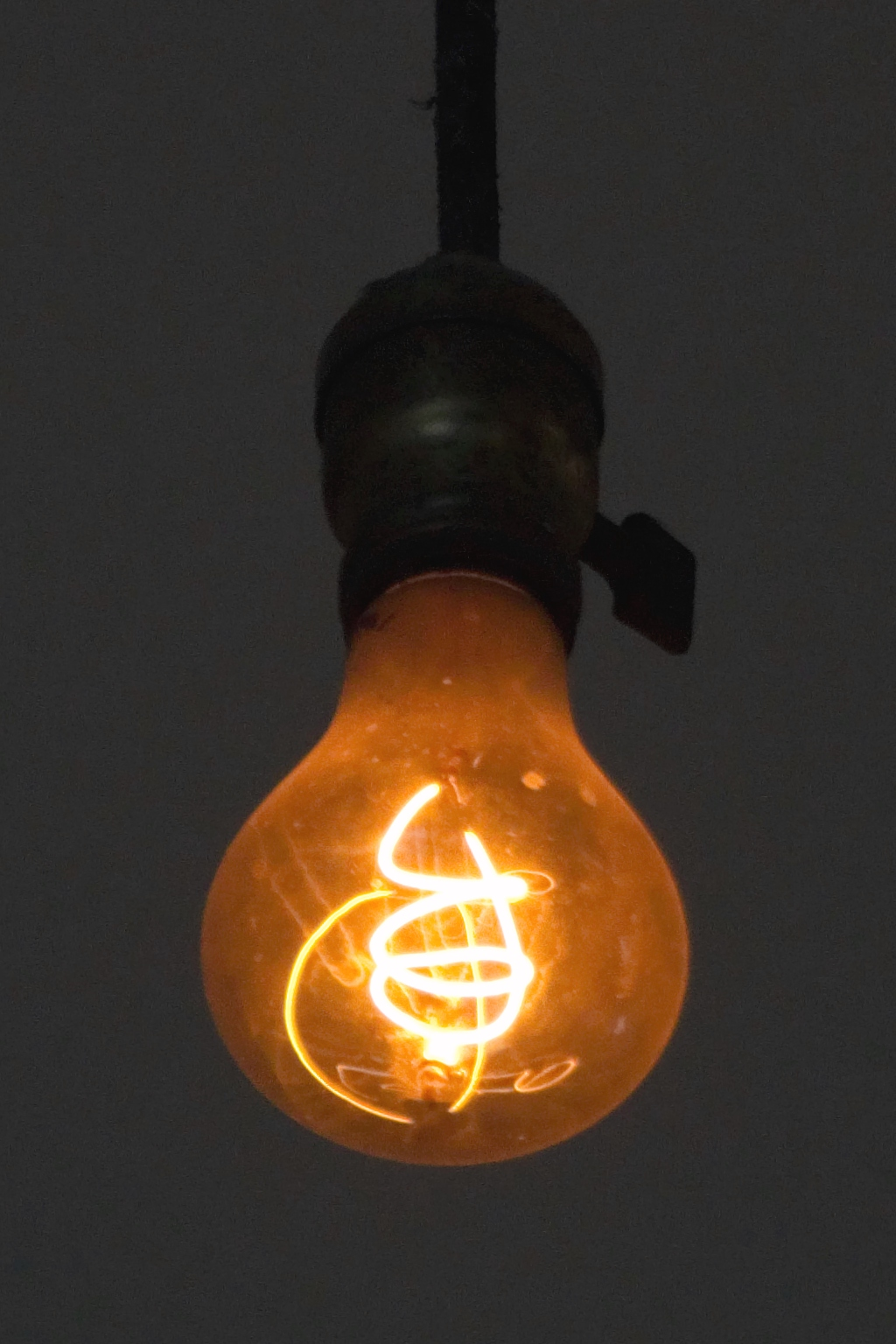
«Столетняя лампа» в 2013 году, снимок с онлайн-видео

«Столетняя лампа» (англ. Centennial Light или Centennial Light Bulb) — лампа накаливания, находящаяся в пожарной части города Ливермор, Калифорния и, по некоторым сведениям, горящая с 1901 года до настоящего времени с небольшими перерывами. Предполагается, что необычно высокий ресурс лампе обеспечила в основном работа на малой мощности — в глубоком недокале, при очень низком КПД.
Благодаря своей долговечности «Столетняя лампа» была занесена в Книгу рекордов Гиннесса и иногда приводится в качестве доказательства существования планируемого устаревания ламп накаливания более позднего производства. Лампа постоянно записывается на видео при помощи специально установленной веб-камеры, и видеозапись транслируется онлайн на официальном сайте.

## История
«Столетняя лампа» произведена «The Shelby Electric Company», Шелби, штат Огайо, США. Лампочка рассчитана на напряжение 110 вольт, мощность лампочки 16 свечей, что ориентировочно составляет 30 ватт потребления. В настоящий момент она подключена к источнику напряжения в 56 вольт, что с учетом увеличения сопротивления нити накала при уменьшении температуры составляет около 8 ватт, примерно как ночные лампы.
Её необычное долголетие впервые заметил в 1972 году репортер Майк Данстан (англ. Mike Dunstan), беседуя со старожилами Ливермора. Он написал в местной газете Tri-Valley Herald, что лампа может быть старейшей в мире. Данстан обратился в Книгу рекордов Гиннесса, журнал «Ripley's Believe It or Not!» и американскую корпорацию General Electric (поглотившую производителя лампы) для регистрации лампы как самой долговечной.
По сведениям Данстана, лампа использовалась как минимум в четырёх местах. Первоначально она была установлена в помещении пожарного отдела в 1901 году, а затем перенесена в гараж в центре города Ливермор, который принадлежал пожарному и полицейскому отделам. Когда пожарные отделы были объединены, лампа была перенесена ещё раз, теперь уже во вновь построенное здание муниципалитета, куда перевели пожарный департамент. В 1976 году пожарная часть переехала в другое здание. «Столетнюю лампу» сняли, обрезав провод, так как существовало опасение, что выкручивание может привести к её повреждению.
По сведениям официального сайта, лампа была отключена от электропитания всего на 22 минуты, когда состоялась церемония передачи, при этом она находилась в специально разработанной коробке и с полным эскортом из пожарных машин. Журнал «Ripley’s Believe It or Not!» сделал заявление, что небольшой вынужденный перерыв в работе лампы не может повлиять на рекорд продолжительности непрерывного горения. Кроме отключения на время переезда, были и другие короткие перерывы в её работе — например, в течение недели в 1937 году для ремонта, а также во время случайных отключений питания.
Вечером 20 мая 2013 года, уже будучи под наблюдением веб-камеры, лампа погасла, однако было определено, что лампа не перегорела, когда питающий её источник бесперебойного питания был заменён удлинителем. Примерно через семь часов лампа снова загорелась.
В настоящее время «Столетняя лампа» находится под присмотром специального «Комитета Столетней лампы» (англ. Centennial Light Bulb Committee) и других местных организаций. По замыслу Ливерморской пожарной службы, горение лампы будет поддерживаться, пока она не перегорит.

## Критика
Вызывает сомнение достоверность рассказов очевидцев, которые рассказывали историю лампы со слов своих родителей или знакомых. Патент лампочки за номером 701.295 датирован 3 июня 1902 года Производство серийных лампочек этого типа началось с октября 1902 года, поэтому гореть с 1901 года она не могла в принципе.
Доказательств, что лампочка горела непрерывно с 1902 года, нет.

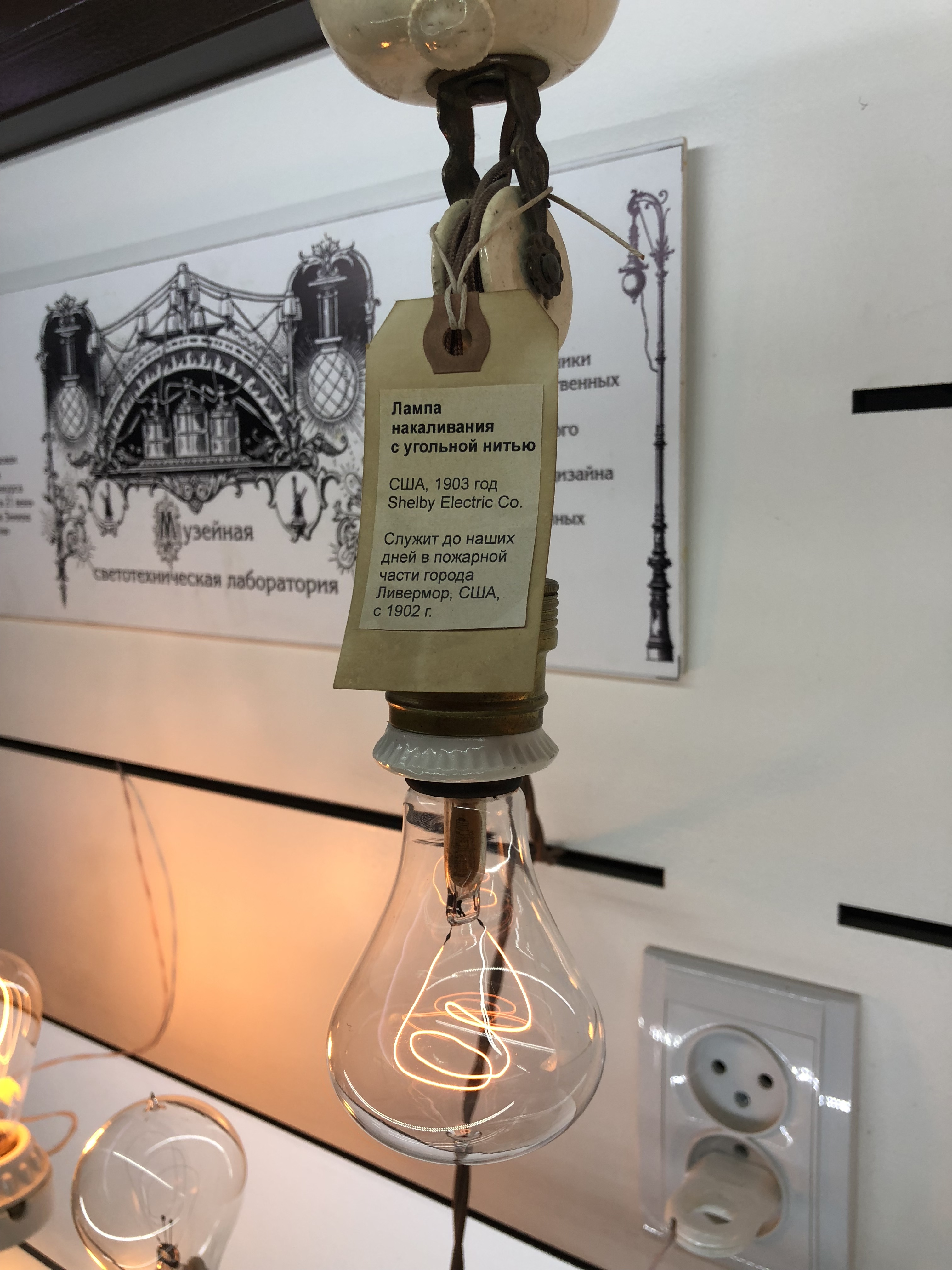
Идентичная «Вечной лампочке» в г. Ливермор лампочка в музее «Огни Москвы» г. Москвы.

Лампочки Шелби производились массово и до сих пор (2018 г.) они есть в коллекциях практически всех крупных коллекционеров лампочек и в музеях. Они могут быть куплены на аукционах в США, а также Канаде и Австралии, куда поставлялись в 1902—1905 годах. Лампочки могли меняться. В частности, в музее «Огни Москвы» точно такая же лампочка находится в витрине 4-го зала. Лампочка в рабочем состоянии.
«Вечность» лампочки и рассуждения о заговоре не выдерживают элементарной критики. Лампочки с углеродными нитями изготавливались вручную, технологический процесс соединения нити накала с электродами требовал цементирования — заливки места соединения жидким углеродным соединением и последующего обжига, что очень удорожало процесс. Лампочки были дороги, использовали их редко. С переходом на металлические нити накала лампы существенно подешевели и их стали использовать интенсивней и чаще. Кроме того, основная причина выхода из строя современных лампочек с металлической нитью накала — это обрыв (перегорание) нити накала при пусковом броске тока, так как в холодном состоянии проводимость металлических проводников выше, чем в нагретом, а углеродная нить имеет проводимость, пропорциональную нагреву. Таким образом, нить с угольным телом накала нагревается плавно, и разрушающего броска тока и сильного перепада температуры не происходит.

## Известность
«Столетняя лампа» была официально включена в Книгу рекордов Гиннесса как «самый долговечный свет» в 1972 году, заняв место другой лампы в городе Форт-Уэрт, штат Техас. В 2010 году вышел французско-испанский документальный фильм «Заговор вокруг лампы» (англ. The Light Bulb Conspiracy) на тему «запланированного устаревания». Лампе уделили внимание некоторые крупные новостные каналы США, в том числе CBS и NPR. Лампа была показана в эпизоде «Разрушителей легенд» 13 декабря 2006 года.